# Epitalara commixta
Epitalara commixta är en fjärilsart som beskrevs av William Schaus 1911. Epitalara commixta ingår i släktet Epitalara och familjen björnspinnare. Inga underarter finns listade i Catalogue of Life.